# DR 820
Der Triebwagen DR 820 entstand als Einzelstück durch Umbau aus dem Triebwagen DRG 710. Das Fahrzeug kann als Erprobungsträger für Fahrzeuge mit Strömungsgetriebe angesehen werden. Das Fahrzeug blieb ein Einzelstück und wurde noch während des Zweiten Weltkrieges an eine Privatbahn verkauft. Er ist heute nicht mehr vorhanden.

## Geschichte und Betriebseinsatz
Der Umbau des Triebwagens war umfangreich und wurde bis 1936 vollzogen. Die erste Probefahrt fand im November 1936 statt. Dabei erwies sich die Kühlung des Motorschmieröles als nicht ausreichend, was einen nochmaligen Umbau und weitere Probefahrten Anfang 1937 zur Folge hatte.
Der Triebwagen blieb nach dem Umbau in der Reichsbahndirektion Münster (Westf) und war in Oldenburg beheimatet. Während des Krieges war der Wagen an die Kahlgrund-Eisenbahn AG vermietet. Übernommen wurde das Fahrzeug 1943, nachdem es im RAW Dessau einer ausführlichen Untersuchung unterzogen wurde. Es wurde zuerst VT 201, ab 1954 VT 51 bezeichnet.
Im Einsatz war das Fahrzeug bis 1975, danach wurde es ausgemustert und verschrottet.

## Konstruktive Merkmale
Der Fahrzeugteil wurde unverändert vom DRG 710 übernommen. Die Hauptabmessungen beider Fahrzeuge waren identisch. Die Maschinenanlage war auf einem Tragrahmen montiert und am Untergestell elastisch aufgehängt. Sie bestand aus dem Achtzylinder-Viertakt-Dieselmotor in liegender Anordnung der VOMAG und dem Strömungsgetriebe JJ 5,4 CC 3,3 von Voith, bestehend aus zwei Strömungswandlern und einer Kupplung.
Nach 1946 wurde dem Fahrzeug ein 220 PS-Motor der MAN eingebaut. Gleichzeitig mit diesem Umbau wurde der ursprüngliche Mitteleinstieg des Triebwagens entfernt. Dadurch vergrößerte sich die Sitzplatzzahl auf 62. Durch den Einbau neuer Puffer war die Länge auf 13.650 mm angewachsen.